# Ischnomesus profundus
Ischnomesus profundus är en kräftdjursart. Ischnomesus profundus ingår i släktet Ischnomesus och familjen Ischnomesidae. Inga underarter finns listade i Catalogue of Life.